# Oliver Kulik

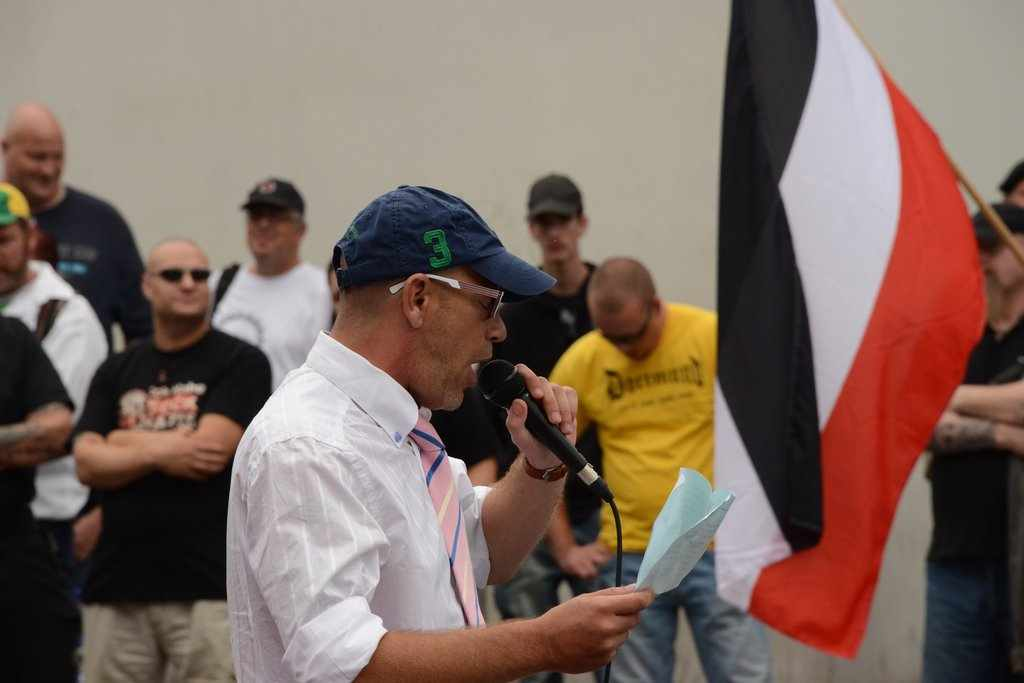
Oliver Kulik als Redner auf einer Neonazi-Demo am 20. Juli 2013 in Hamm (Westf.)

Oliver Kulik (* 1975 in Berlin) ist ein deutscher Rechtsextremist.

## Aktivitäten
1993 berichtete die Tageszeitung junge Welt, dass Kulik verkündet habe, „als nationaler Aktivist auf der Straße für die nationalsozialistische Revolution zu kämpfen“. Am 23. Dezember 1993 veröffentlichte die Berliner Zeitung einen Artikel über den Neonazi Arnulf Winfried Priem, der Kulik neben Priem auf einer Werbeveranstaltung im Februar 1993 zeigte. Laut einem Bericht der taz vom 1. August 1994 soll Kulik u. a. zu Sprengstoffübungen in Königs Wusterhausen aufgerufen und Kontakte zu dem Wiesbadener Rechtsextremisten Peter Naumann unterhalten haben, was sich jedoch nicht bestätigte. Im Jahre 1994 berichtete Der Spiegel, Kulik sei Mitglied der Deutschen Alternative und Leiter eines neonazistischen „Arbeitskreises Deutsche Interessen“ gewesen.
Ende Dezember 1994 verkündete Kulik seinen „Rückzug ins bürgerliche Lager“.
Offenbar erfolgte dieser "Rückzug" aus taktischen Erwägungen:
1995 berichtete das Neue Deutschland, wiederum dass Kulik „der wohl bekannteste Marzahner der rechten Szene“ sei.
Im Jahre 1996 bezeichnete die junge Welt Kulik wiederum als „ehemals wichtigsten Nazikader aus Berlin“.
Im gleichen Jahr scheiterte Kuliks Versuch, der FDP beizutreten.
Im Zusammenhang mit der Wiener Briefbombenaffäre berichtete das Neue Deutschland über eine "Anti-Antifa-Liste", die Kulik mit herausgegeben haben und dessen Verbindungen bis nach Österreich reichen sollen.
Nach Verbüßung einer mehrjährigen Freiheitsstrafe (bis 2003) wegen Straftaten im Zusammenhang mit dem Rotlichtmilieu schloss sich Kulik erneut Christian Worch und dessen inzwischen neu gegründeter Partei Die Rechte an.
Er stieg zum Vorsitzenden Richter des Parteischiedsgerichts der Partei auf. Schon wenige Wochen später verließ er diese Partei wieder und legte sein Amt nieder.
Am 15. September 2013 erklärte Kulik seinen Wiedereintritt in diese Partei und wurde durch den Bundesverband erneut aufgenommen.
Der Internet-Blog „NRW rechtsaußen“ stellte Kulik am 21. September 2013 in Wuppertal als Redner bei einem Aufmarsch der Partei Die Rechte fest. Im Dezember 2013 wurde Kulik zum Vorsitzenden des neugegründeten Landesverbandes Rheinland-Pfalz gewählt.
Unter seiner Leitung fand am 15. März 2014 in Koblenz eine Solidaritätskundgebung für die Mitglieder des Aktionsbüro Mittelrhein statt. Im April 2014 trat Kulik vom Vorsitz zurück.
Von Dezember 2014 bis März 2015 leitete Kulik interimsweise kommissarisch den Vorsitz des Landesverbandes Rheinland-Pfalz der im Jahr 2009 gegründeten Deutschen Konservative Partei. Nachdem einige Bundesvorstandsmitglieder dieser Partei intern Anstoß an seiner rechtsextremistischen Gesinnung nahmen, ist er, um der Partei nicht zu schaden, aus der Partei ausgetreten.
Trotz Intervention des damaligen Bundesvorsitzenden Worch trat Kulik am 10. September 2016 im rheinland-pfälzischen Sprendlingen auf einer Demonstration der Partei "Die Rechte" als Redner auf.
Im Jahr 2019 wurde Kulik von der Frankfurter Rundschau als „abtrünniges NPD-Mitglied aus Berlin“ bezeichnet. Er sei von seinem Amt als Vorsitzender Richter des Parteischiedsgerichts der Partei "Die Rechte" zurückgetreten.

## Causa „Kitty“
Anfang April 2014 legte Kulik sein Amt als Landesvorsitzender nieder und trat erneut aus der Partei aus.
Hintergrund war ein Streit um den Umgang mit einer ehemaligen Pornofilmdarstellerin und Escortdame. Die auch unter ihren Künstlernamen „Kitty“ und „Miss Blair“ bekanntgewordene Frau war im Dezember 2014 erstmals bei einer Veranstaltung der Nationaldemokratischen Partei Deutschlands (NPD) in Erscheinung getreten.
Nachdem ihre Vorgeschichte sowie die Tatsache, dass sie bei einem ihrer Filme mit einem Mann mit schwarzer Hautfarbe Sexualkontakt hatte, bekannt geworden waren, erhob sich im rechtsextremen Umfeld ein Sturm der Entrüstung. Der stellvertretende NPD-Vorsitzende Frank Schwerdt sprach daraufhin Ende März 2014 ein Hausverbot für sie bei Parteiveranstaltungen aus, worauf diese sich von der NPD abwandte, die Mitgliedschaft bei der Partei Die Rechte beantragte und auch vorläufig aufgenommen wurde.
Während der von Kulik geleitete Landesvorstand davon ausging, dass für eine gültige Mitgliedschaft seine Zustimmung als Landesvorsitzender ausreiche, forderte der Bundesvorsitzende Worch, die Frau müsse sich zunächst auf einem Bundesparteitag einer Anhörung stellen, anschließend solle die Partei über eine Mitgliedschaft abstimmen. Gegen diese Haltung von Worch wehrte sich Kulik seinerseits eine in der Stadt Worms geplante Demonstration abzusagen.
Im Rahmen der so genannten „Peniskuchen-Affäre“ stürzte zudem der Generalsekretär der NPD, Peter Marx am 6. April 2014 über den richtigen Umgang mit der Frau.
Nach Erkenntnissen des rheinland-pfälzischen Verfassungsschutzes im Verfassungsschutzbericht 2014 konnten mit Austritt von Kulik und trotz Neuwahl eines Landesvorstandes am 8. November 2014 in der Südwestpfalz keine Aktivitäten der Partei in Rheinland-Pfalz mehr festgestellt werden.
Medialem Vernehmen nach wurde Kulik trotz seines Austritts vorgeblich im Juli 2014 auf dem Bundesparteitag der Partei Die Rechte gesichtet.

## Sonstiges
Kulik ist gelernter Rechtsanwalts- und Notarfachangestellter. Von 1997 bis 2000 studierte Kulik im zweiten Bildungsweg Rechtswissenschaften an der Fernuniversität in Hagen.